# رابرت جکسن
رابرت هاووت جکسن (انگلیسی: Robert H. Jackson; ۱۳ فوریهٔ ۱۸۹۲ – ۹ اکتبر ۱۹۵۴) وکیل و قاضی آمریکایی است که به عنوان قاضی دیوان عالی ایالات متحده فعالیت کرد. او پیشتر سلیسیتر کل ایالات متحده آمریکا و دادستان کل ایالات متحده آمریکا بود و تنها کسیست که هر سهٔ این مناصب را بر عهده داشته‌است. جکسن همچنین به خاطر کارش به عنوان دادستان ارشد ایالات متحده در دادگاه متهمان جنگی نازی پس از جنگ جهانی دوم در نورنبرگ شناخته شده‌است.